# Salmoniformes
Salmoniformes (lit. "em forma de salmão") é uma ordem de peixes com nadadeiras raiadas nativos do Hemisfério Norte temperado e subártico. Contém duas subordens: Salmonoidei (contendo apenas os Salmonidae) e Esocoidei (contendo lúcios e umbrídeos). Além disso, possíveis membros fósseis do grupo, datando do Cretáceo Superior, também são conhecidos da Europa e da África. Tanto os membros de grande porte desta ordem (Salmonidae e Esocidae) são importantes peixes de consumo e esportivos do Hemisfério Norte.

## Taxonomia
A relação entre salmões, lúcios e umbrídeos [en] há muito tempo é bem atestada com base em estudos filogenéticos e morfológicos, e todos os três grupos foram por muito tempo colocados em Salmoniformes. No início do século XXI, lúcios e umbrídeos foram separados de Salmoniformes e colocados em sua própria ordem, Esociformes. No entanto, como estudos recentes reafirmaram sua estreita relação, autoridades taxonômicas mais recentes novamente colocam Esociformes como um grupo dentro de Salmoniformes (Esocoidei).
A seguinte classificação é baseada no Eschmeyer's Catalog of Fishes:
- Ordem Salmoniformes
  - Subordem Esocoidei
    - Família Esocidae Rafinesque, 1815 - lúcios
      - Subfamília Dalliinae [en] Jordan, 1885 - peixes-negros
      - Subfamília Esocinae Rafinesque, 1815 - lúcios

    - Família Umbridae [en] Bonaparte, 1845 - umbrídeos

  - Subordem Salmonoidei
    - Família Salmonidae Cuvier, 1816
      - Subfamília Coregoninae [en] Bonaparte, 1845
      - Subfamília Thymallinae [en] Gill, 1885
      - Subfamília Salmoninae Cuvier, 1816

Os seguintes táxons fósseis também são considerados membros muito mais basais desta ordem:
- †Barcarenichthys [en] Gayet, 1989 (Cenomaniano de Portugal)
- †Kermichthys Taverne, 1992 (Cenomaniano de Marrocos)[5]
- †Pyrenichthys Gayet & Lepicard, 1985 (Maastrichtiano da França)[6]
- ?†Stompooria Anderson, 1998 (potencialmente um galaxiiforme)[7] (Maastrichtiano da África do Sul)

Restos indeterminados de potenciais salmoniformes são conhecidos de depósitos de água doce de idade Santoniana da Hungria.
No passado, outros peixes euteleósteos, como osmeriformes ou platitroctídeos, também eram colocados nesta ordem, mas tal posicionamento é agora conhecido por ser impreciso. Estudos filogenéticos geralmente recuperam Argentiniformes [en] ou Galaxiiformes como os parentes mais próximos de Salmoniformes.